# Rhipidoglossum stellatum
Rhipidoglossum stellatum är en orkidéart som först beskrevs av Phillip James Cribb, och fick sitt nu gällande namn av Dariusz Lucjan Szlachetko och Tomasz Sebastian Olszewski. Rhipidoglossum stellatum ingår i släktet Rhipidoglossum och familjen orkidéer. Inga underarter finns listade i Catalogue of Life.